# もしもしピット

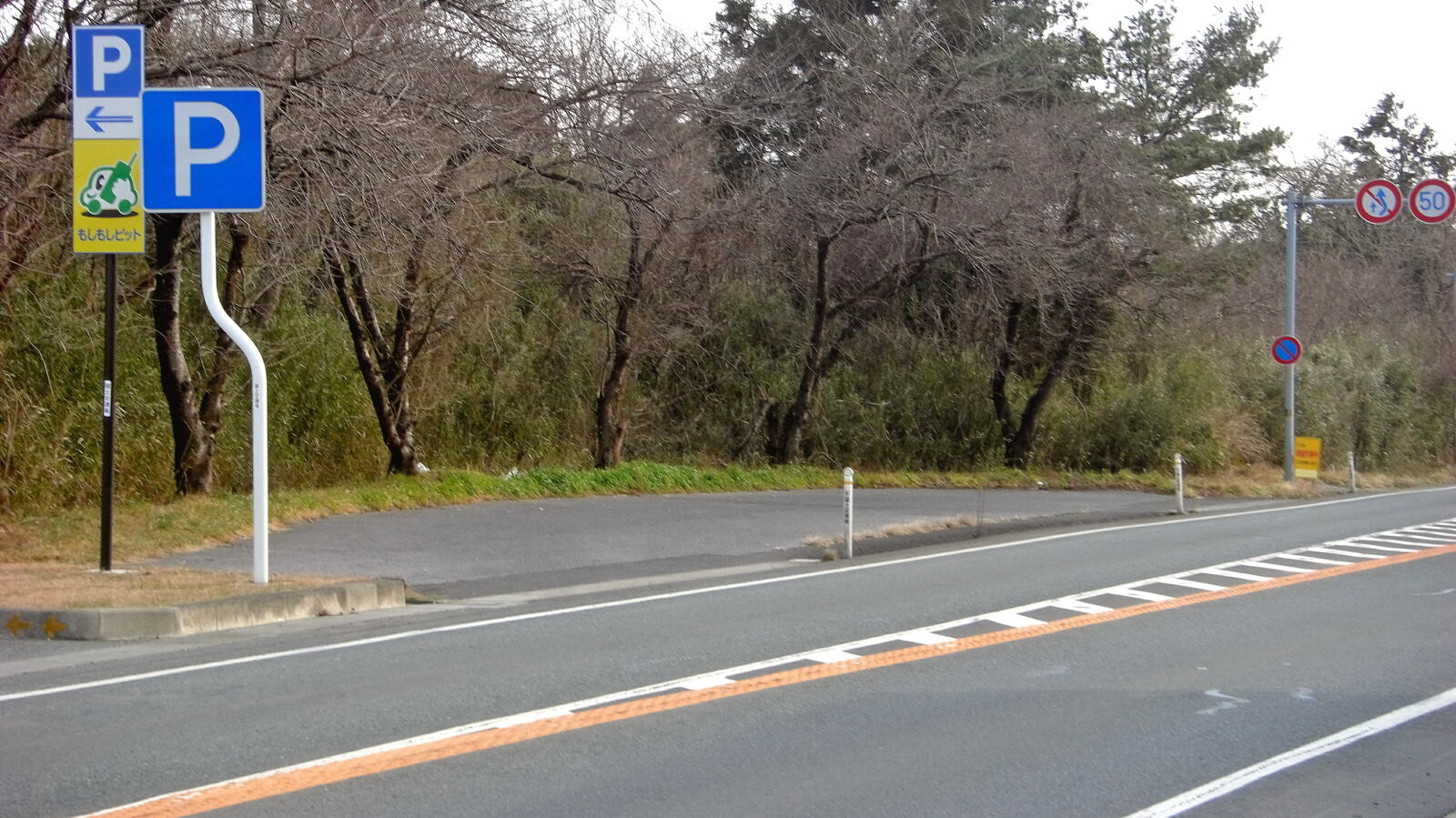
国道6号のもしもしピット

もしもしピット、もしもしゾーンとは、道路沿いの駐車スペース、未利用地などを利用した、携帯電話等を安全に操作できる駐車帯である。

## 概要
- 携帯電話の普及により、ドライバーが運転中に使用することによって、交通事故が多く発生。道路交通法の罰則の強化などにより、国土交通省秋田河川国道事務所と清水浩志郎秋田大学名誉教授により発案され、国土交通省東北地方整備局が秋田県（2000年）を皮切りに整備を進めてきている事業である。 2007年からは北陸地方整備局が新潟県に設置を始めた[2]。
- 携帯電話のための駐停車帯の目的ばかりではなく、「過労運転の抑止のための休憩」や「チェーン脱着所」、「道路通行の円滑」などにも重宝され、東北地方を中心に広まっている。
- なお、京都府では「もしもしゾーン」という名称の駐車帯があるが、いつから設置されているかなど詳細は不明である。

## 図柄
- 「自動車」と「携帯電話を持った顔」をモチーフに、図案化されており、「駐車可」の標識とともに併用されている。
- 「もしもしゾーン」では、携帯電話を手にしたイラストが描かれている。駐車可の標識は設置されていない。

## 設置されている主な道路
- 国道4号
- 国道6号
- 国道7号
- 国道8号
- 国道13号
- 国道45号
- 国道46号
- 国道47号
- 国道48号
- 国道49号

もしもしゾーン
- 国道176号
- 国道178号
- 国道307号